# Going for the One
Going for the One este al optulea album de studio al trupei britanice de rock progresiv Yes. A fost lansat în 1977 după o pauză în care membrii formației au lansat materiale solo, și este notabil mai ales pentru reîntoarcerea în grup a claviaturistului Rick Wakeman, care părăsise trupa în 1974 la sfârșitul turneului de promovare a albumului Tales from Topographic Oceans. Wakeman și-a regăsit loc în formație după plecarea lui Patrick Moraz, care cântase doar pe Relayer dar contribuise și pe Going for the One. 
Going for the One este văzut adesea de către critici ca unul dintre cele mai bune materiale Yes și totodată ca unul dintre cele mai subapreciate discuri ale lor. Jon Anderson a spus despre cântecul "Awaken" că ar fi cea mai completă compoziție a grupului.
Albumul marchează totodată o întoarcere la cântecele mai scurte și mai ritmate după experimentalele Close to the Edge, Tales from Topographic Oceans și Relayer. 

## Tracklist
1. "Going for the One" (Jon Anderson) (5:32)
2. "Turn of the Century" (Jon Anderson/Steve Howe/Alan White) (7:56)
3. "Parallels" (Chris Squire) (5:53)
4. "Wonderous Stories" (Jon Anderson) (3:49)
5. "Awaken" (Jon Anderson/Steve Howe) (15:31)

## Single-uri
- "Wonderous Stories" (1977)
- "Going for the One" (1977)

## Componență
- Jon Anderson - voce, percuție, harpă
- Chris Squire - chitară bas, voce
- Steve Howe - chitară electrică și acustică, voce
- Rick Wakeman - pian, orgă, sintetizatoare Polymoog și Minimoog, orgă de biserică
- Alan White - tobe, percuție